# 銀の狼
『銀の狼』（ぎんのおおかみ）は、正塚晴彦作・演出による宝塚歌劇団の芝居の演目。1991年に涼風真世主演で月組で上演され、その後2005年に朝海ひかる主演で雪組全国ツアー公演で再演された。

## 上演期間
- 1991年9月20日 - 10月29日[1]（新人公演：10月8日[2]）　月組宝塚大劇場公演[1]
  - 同時上演は『ブレイク・ザ・ボーダー![1]』（石田昌也作・演出）
- （東京宝塚劇場公演はない）
- 2005年11月5日 - 11月30日　雪組全国ツアー公演
  - 同時上演は『ワンダーランド』（石田昌也作・演出）

### 2005年の公演日程
- 11月5日・6日　梅田芸術劇場（大阪市）
- 11月8日・9日　イズミティ21（宮城県）
- 11月11日・12日　神奈川県民ホール
- 11月13日　市川市文化会館（千葉県）
- 11月15日　オーバードホール（富山市芸術文化ホール）
- 11月17日　フェニックス・プラザ（福井県）
- 11月19・20日　名古屋市民会館
- 11月22日　四日市市文化会館（三重県）
- 11月23日　三重県文化会館
- 11月25日　福岡サンパレス
- 11月26日・27日　九州厚生年金会館（北九州市)
- 11月29日　西条市総合文化会館（愛媛県）
- 11月30日　松山市民会館

## 概要
19世紀の欧州を舞台に、ある事件に巻き込まれ記憶を失い殺し屋となった元外科医のシルバ（本名はミシェル・ラブロー）、その事件に関わり真相を知る薄幸の女性ミレイユ、瀕死のシルバを助けて殺し屋にしたレイ、ミレイユの夫で国の乗っ取りを企む国務大臣ジャンルイの4人を中心に愛、友情、野心が交錯するサスペンス・タッチの正塚の意欲作。
サスペンス色が強く、男女の恋愛物が主である宝塚歌劇団では異色の作品となっている。

## スタッフ（1991年）
- 作・演出：正塚晴彦[1]
- 作曲・編曲：吉崎憲治[1]、高橋城[1]
- 音楽指揮：野村陽児[1]
- 振付：尚すみれ[1]
- 装置：大橋泰弘[1]
- 衣装：任田幾英[1]
- 照明：勝柴次朗[1]
- 効果：三尾典正[1]
- 音響監督：松永浩志[1]
- 演出捕：小池修一郎[1]
- 演出助手：木村信司[1]
- 舞台進行：川口俊一[1]
- 制作：佐分孝[1]

## 主な登場人物
- シルバ（ミシェル・ラブロー）・・・とある事件で記憶を失い殺し屋になった元外科医。
- ミレイユ・デュロック・・・欧州とある国の大統領の娘。
- レイ・・・殺し屋。シルバを殺し屋に育てた。
- ジャンルイ・デュロック・・・ミレイユの夫。欧州とある国の国務大臣。
- トランティニアン・・・刑事。
- ジャンヌ・・・新聞記者。トランティニアンと共に銀の狼の事件を追う。
- シモーヌ・・・シルバが居候する店の踊り子。
- バロー・・・ミレイユの父。大統領。
- ピエール・・・農夫。バローに似ている。
- ソフィ・・・シルバが居候する店の主。
- ポトス・・・バロー、ジャンルイの政敵。
- バチスタ・・・レイの仲間。

## 主な配役
|                              | 1991年月組 | 1991年月組 | 2005年雪組 |
| 本公演                       | 新人公演   |            | 2005年雪組 |
| ---------------------------- | ---------- | ---------- | ---------- |
| シルバ（ミシェル・ラブロー） | 涼風真世   | 真織由季   | 朝海ひかる |
| ミレイユ・デュロック         | 麻乃佳世   | 風花舞     | 舞風りら   |
| レイ                         | 天海祐希   | 汐風幸     | 水夏希     |
| ジャンルイ・デュロック       | 久世星佳   | 大海ひろ   | 音月桂     |
| トランティニアン             | 若央りさ   | 嘉月絵理   | 凰稀かなめ |
| ジャンヌ                     | 紫とも     | 朝吹南     | 愛耀子     |
| シモーヌ                     | 羽根知里   | 山吹紗世   | 早花まこ   |
| バロー／ピエール             | 汝鳥伶     | 真山葉瑠   | 未来優希   |
| ソフィ                       | 京三紗     | 夏河ゆら   | 灯奈美     |
| ポトス                       | 愛川麻貴   | 越はるき   | 麻愛めぐる |
| バチスタ                     | 真織由季   | 高千穂舞   | 沙央くらま |

## 漫画化
宝塚歌劇団のファンを公言する漫画家・さいとうちほによって漫画化された。
- 単行本：2000年6月26日発売、小学館、フラワーコミックス スペシャル、ISBN 4-09-133803-8
- 文庫本：2005年1月15日発売、小学館、小学館コミック文庫、ISBN 4-09-191649-X